# Parlamentní volby v Nigeru v roce 1970
Parlamentní volby se v Nigeru konaly dne 22. října 1970. V zemi v té době existovala jediná legální strana, kterou byla Nigerská pokroková strana – Africké demokratické shromáždění, která tak ve volbách obsadila všech padesát křesel v Národním shromáždění. Oficiálně udávaná volební účast byla 97,11 %.

## Situace před volbami
Parlamentní volby v roce 1970 nebyly ani konkurenční, ani svobodné. Byli povoleni pouze kandidáti ze seznamu Nigerské pokrokové strany – Afrického demokratického shromáždění. Ženská organizace Union des Femmes du Niger se neúspěšně snažila umístit na kandidátku také ženy.

## Výsledky
| Politická strana                                             | Hlasy     | %       | Mandáty |
| ------------------------------------------------------------ | --------- | ------- | ------- |
| Nigerská pokroková strana – Africké demokratické shromáždění | 1 850 968 | 100 %   | 50      |
| Celkem                                                       | 1 850 968 | 100 %   | 50      |
|                                                              |           |         |         |
| Platné hlasy                                                 | 1 850 968 | 99,99 % |         |
| Neplatné hlasy                                               | 178       | 0,01 %  |         |
| Celkem hlasů                                                 | 1 851 146 | 100 %   |         |
| Registrovaných voličů/volební účast                          | 1 906 283 | 97,11 % |         |